# Mănăstirea Izvoru Mureșului
Mănăstirea Izvoru Mureșului, purtând hramul „Adormirea Maicii Domnului”, este o mănăstire în satul Izvoru Mureșului din județul Harghita, România.